# Matthew Taylor (komponist)
Matthew Taylor (født 6. december 1964 i London, England) er en engelsk komponist, dirigent, lærer og foredragsholder.
Taylor studerede bl.a. komposition på Det Kongelig Musikkonservatorium i London hos Hugh Wood og Robin Holloway, og privat hos komponisterne
Robert Simpson og Malcolm Arnold. Han studerede direktion hos bl.a. Leonard Bernstein. Taylor har skrevet 6 symfonier, orkesterværker, koncertmusik, kammermusik, klaverstykker, sange 8 strygekvartetter etc. Han har holdt foredrag om musik og musikteori på Det Kongelige Musikkonservatorium i London, og underviser i komposition på Juniorakademiet i London.

## Udvalgte værker
- Symfoni nr. 1 "Lille Symfoni" (1985) - for orkester
- Symfoni nr. 2 (1991, Rev. 1997 og 2008) - for orkester
- Symfoni nr. 3 (2004) - for orkester
- Symfoni nr. 4 (2015-2016) - for orkester
- Symfoni nr. 5 (2017-2019) - for orkester
- Symfoni nr. 6 (2021) - for orkester
- Lento (1988, Rev. 1992) - for strygeorkester
- Klaverkoncert (1992) - for klaver og orkester
- Klarinetkoncert (1996) - for klarinet og orkester
- Kontrabaskoncert (2003) - for kontrabas og orkester
- Bratschkoncert "Humoreskes" (2010) - for bratsch og orkester
- 8 Strygekvartetter (1984-2017)